# Stanisław Kądziołka
Stanisław Kądziołka (* 24. Januar 1902 in Zakopane; † 8. November 1971 ebenda) war ein polnischer Skisportler.
Stanisław Kądziołka war bei den Olympischen Winterspielen 1924 als Soldat Teilnehmer der polnischen Mannschaft beim Militärpatrouillenlauf, die ebenso wie das italienische Team auf Grund der Schneeverhältnisse das Rennen vorzeitig beenden musste.